# Elkport (Iowa)
Elkport est une ville, du comté de Clayton en Iowa, aux États-Unis. Elle est fondée en 1855 et incorporée le 24 février 1896.

## Source de la traduction
- (en) Cet article est partiellement ou en totalité issu de l’article de Wikipédia en anglais intitulé « Elkport, Iowa » (voir la liste des auteurs).